# Žućkastosmeđa kukavičica
Žućkastosmeđa kukavičica ( žućkastosmeđa graholika, lat. Lathyrus laevigatus), biljna vrsta iz porodice mahunarki. Pripada rodu kukavičica, zastupljena je i u Hrvatskoj
Postoje evije podvrste.

## Podvrste
1. Lathyrus laevigatus subsp. laevigatus
2. Lathyrus laevigatus subsp. occidentalis (Fisch. & C.A.Mey.)Breistr.